# Antonio Abruña Puyol

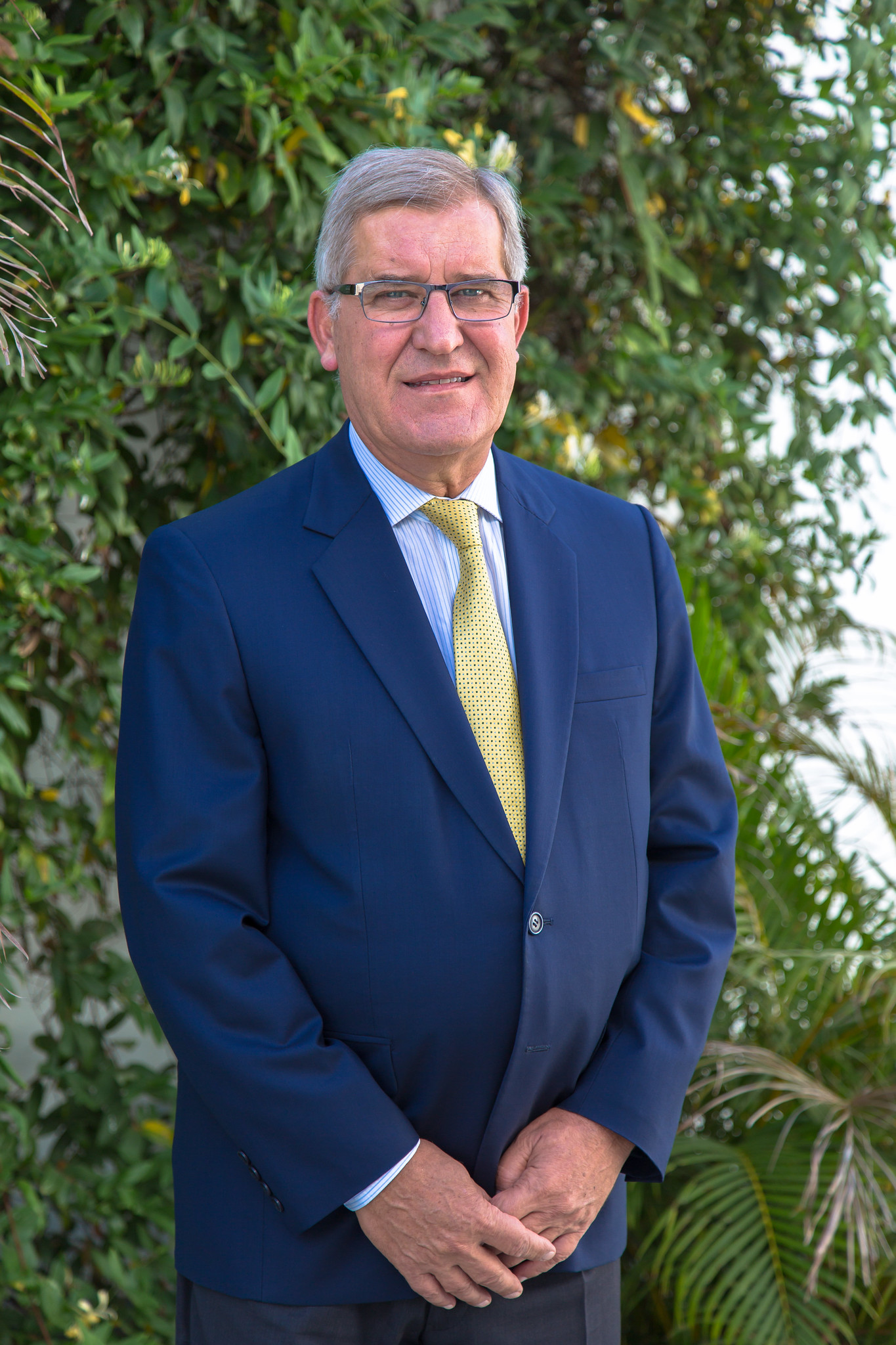

Antonio Abruña Puyol (España, 1954 - actualidad). Doctor en Derecho por la Universidad de Navarra. Es, desde el 2018, rector de la Universidad de Piura y profesor de la Facultad de Derecho. Anteriormente, ejerció también el cargo de rector de la UDEP en el periodo 2003-2012. 
Ha sido responsable de la Facultad de Humanidades y director del Programa de Artes Liberales de la UDEP. Asimismo, encargado de la Biblioteca Central de la Universidad de Piura y profesor de Derecho Administrativo en la misma.
Participó en la reorganización del programa académico de Estudios Generales y en la puesta en marcha de la Facultad de Derecho, de la que fue decano (1997-2003) y vicedecano. Ha sido representante en el Perú del Istituto per la Cooperazione Universitaria (ICU) y director y supervisor de los expertos, cooperantes y voluntarios italianos entre 1984 y el 2001.
Desde agosto del 2018, es nuevamente rector de la Universidad de Piura.

## Biografía
Antonio Abruña nació en Madrid, el 8 de abril de 1954. Miembro del Comité científico del Istituto per la Cooperazione Universitaria (ICU) de Italia desde octubre del 2000. Ha participado en importantes tareas dentro de la UDEP como  la reorganización de Estudios Generales; la puesta en funcionamiento de la Facultad de Derecho (1990 a 1992); y director del Programa Académico de Derecho. 
Ha sido jefe de la Asesoría Legal de la Universidad de Piura; miembro del Consejo Consultivo de la Oficina Descentralizada del Indecopi en Piura (de 1997 al 2001) y de la Comisión de Reestructuración Empresarial de la Oficina Descentralizada (ODI) del Instituto de Defensa de la Competencia y de la Propiedad Intelectual (Indecopi) en Piura, de 1998 al 2001.
Ha sido, además, representante en el Perú del ICU y director y supervisor de los expertos, cooperantes y voluntarios italianos que llegaron a la UDEP entre 1984 y el 2001; y, miembro de la Asesoría Legal de la Asociación para el Desarrollo de la Enseñanza Universitaria (ADEU), entidad promotora de la UDEP.

## Principales reconocimientos
- Doctor honoris causa por la Universidad del Santa, 27 de julio de 2007.
- Doctor honoris causa por la Universidad Nacional de Piura, 20 de noviembre de 2013.
- Profesor Honorario de la Universidad de Tumbes, 21 de junio de 2004.

## Publicaciones
- "Sobre el así denominado concepto estricto de acto administrativo". Revista Foro Jurídico, año XIII, nº 15, Lima (Lima, Perú).
- "El reglamento, ¿acto administrativo en el Derecho peruano?". REDUP (Piura, Perú)
- “El silencio administrativo en el Derecho Peruano”, El Derecho Administrativo y la modernización del Estado peruano. Ponencias presentadas en el Tercer Congreso Nacional de Derecho Administrativo, Grijley, Lima, 2008, pp. 41-73.

- ¿Pueden ser Administraciones públicas las personas jurídicas bajo régimen privado?, Derecho Administrativo Contemporáneo. Ponencias del II Congreso de Derecho Administrativo, Palestra Editores, Lima, 2007, pp. 131-141.

- “Algunas ideas para el estudio de la autonomía universitaria en el ordenamiento peruano”, REDUP, V. I-2000, Piura 2000, pp. 9-57.

## Membresías
- Miembro de número de la Academia Interamericana de Derecho Internacional y Comparado.
- Miembro del Colegio de Abogados de Lima.
- Miembro del Colegio de Abogados de Piura y Tumbes.
- Miembro de «Promarina»
- Miembro de la Legión «Quiñones».
- Miembro de la Legión «Cáceres»